# Rasova (gmina)
Rasova – gmina w Rumunii, w okręgu Konstanca. Obejmuje miejscowości Cochirleni i Rasova. W 2011 roku liczyła 3762 mieszkańców.